# Kristan
Kristan je priimek v Sloveniji, ki ga je po podatkih Statističnega urada Republike Slovenije na dan 1. januarja 2024 uporabljalo 939 oseb, na dan 1. januarja 2010 pa 960 oseb (182. mesto). Največ ljudi s tem priimkom, 267, živi v Osrednjeslovenski statistični regiji. Priimek je po pogostnosti najvišje uvrščen v Gorenjski statistični regiji, kjer z 261 prebivalci zaseda 83. mesto.

## Znani nosilci priimka
- Andrej Kristan, pravnik
- Anka Kristan (* 1939), ekonomistka
- Anton Kristan (1881—1930), politik, gospodarstvenik in publicist
- Anton Cvetko Kristan (1904—1964), publicist
- Anže Kristan, kirurg travmatolog, vodja urgentnega kirurškega bloka UKC LJ
- Boris Kristan (1901—1991), organizator zobozdravstva
- Dušan Kristan (1914—1991), revizor, finančnik
- Etbin Kristan (1867—1953), pisatelj, urednik in politik
- Ivan Kristan (1930—2023), ustavni pravnik, univ. profesor, politik, publicist
- Janez Kristan (1894—1975), farmacevt
- Jurij Kristan, tehnološki novinar
- Marijan Kristan (1937—2006), hokejist vratar
- Martina Kristan (* 1986), atletinja
- Matej Kristan (* 1978), računalničar, prof. FRI UL
- Matic Kristan, zgodovinar
- Mia Kristan, tolkalistka
- Mojca Kristan, biologinja, medicinska entomologinja
- Ostoj Kristan, esperantist
- Robert Kristan (* 1983), hokejist
- Ružena Kristan (1875—1920), učiteljica, urednica, prevajalka
- Samo Kristan (* 1965), bibliotekar (NUK)
- Silvo Kristan (* 1933), kineziolog, športni pedagog, trener, publicist
- Slava Kristan Lunaček (1898—1979), zdravnica pediatrinja
- Špela Kristan, zdravnica, gorska reševalka
- Tatjana Globokar Kristan (1941—2009), slovensko-francoska ekonomistka
- Tomaž Kristan (Christian) (1735—1800), zdravnik
- Tomaž Kristan (Christan) (* 1959), matematik, fizik
- Vinko Kristan (1917—1942), politični delavec in publicist
- William Kristan, ameriški biolog
- Zdenka Kristan (* 1956), sociologinja, filozofinja, public., prevajalka